# Умару, Абдулрашид
Абдулрашид Умару Ибрахим (араб. عبد الرشيد عمارو إبراهيم‎; 12 августа 1999, Катар) — катарский футболист, нападающий клуба «Аль-Ахли».

## Карьера
C 2017 года выступает за команду «Аль-Ахли». Провёл в основном составе 14 матчей.
Осенью 2018 года Умару был включён в состав сборной до 19 лет для участия в чемпионате Азии среди юниоров. В пяти матчах Абдулрашид сумел забить семь голов и стал лучшим бомбардиром турнира.
В 2019 году принял участие в молодёжном чемпионате мира в Польше.

## Достижения
- Лучший бомбардир юношеского чемпионата Азии 2018